# Ornago
Ornago est une commune italienne de la province de Monza et de la Brianza, dans la région Lombardie.

## Administration
| Période                                  | Période | Identité | Étiquette | Qualité |
| ---------------------------------------- | ------- | -------- | --------- | ------- |
|                                          |         |          |           |         |
| Les données manquantes sont à compléter. |         |          |           |         |

## Sport
- Medaglia d'Oro Nino Ronco, course cycliste

### Communes limitrophes
Vimercate, Bellusco, Roncello, Burago di Molgora, Basiano,  Cavenago di Brianza